# Abaújkér
Abaújkér is een plaats (község) en gemeente in het Hongaarse comitaat Borsod-Abaúj-Zemplén. Abaújkér telt 677 inwoners (2001).